# Magdalena Walach
Magdalena Walach (Racibórz, 1976. május 13. –) lengyel színész. 

## Élete és pályafutása
1999-ben fejezte be tanulmányait a krakkói Ludwik Solski Drámaművészeti Akadémián. A Bagatela Színház tagja. Férje a szintén színész Paweł Okraska.